# Hyundai ix20
Hyundai ix20 — субкомпактвэн, разработанный южнокорейским подразделением Hyundai. Впервые был показан на Парижском автосалоне в 2010 году. Автомобиль выпускается на заводе в Чехии и продается исключительно в странах Европы.
Автомобиль занял в модельном ряду марки Hyundai место модели Matrix. Автомобиль является аналогом модели Kia Venga и отличается от неё иным оформлением. ix20 имеет много общих комплектующих с i30 и, как и он, выполнен в фирменном стиле «текучей скульптуры». Оснащается бензиновыми моторами объемом 1.4 (90 л. с.) и 1.6 (125 л. с.), а также турбодизелями 1.4 (90 л. с.) и 1.6 (116 л. с.). Все двигатели совмещены с экологическими нормами Евро-5. Коробок передач на выбор 3 - 2 механические (5- и 6-ступенчатые) и 4-ступенчатый автомат.
ix20 имеет 3 комплектации: Classic, Comfort и Style. Во всех комплектациях есть система ESP и 6 подушек безопасности.
В преддверии чемпионата мира по футболу 2014 года автомобиль получил особую комплектацию «FIFA World Cup» с возможностью установки пакетов Edition, Edition Silver и Edition Gold.

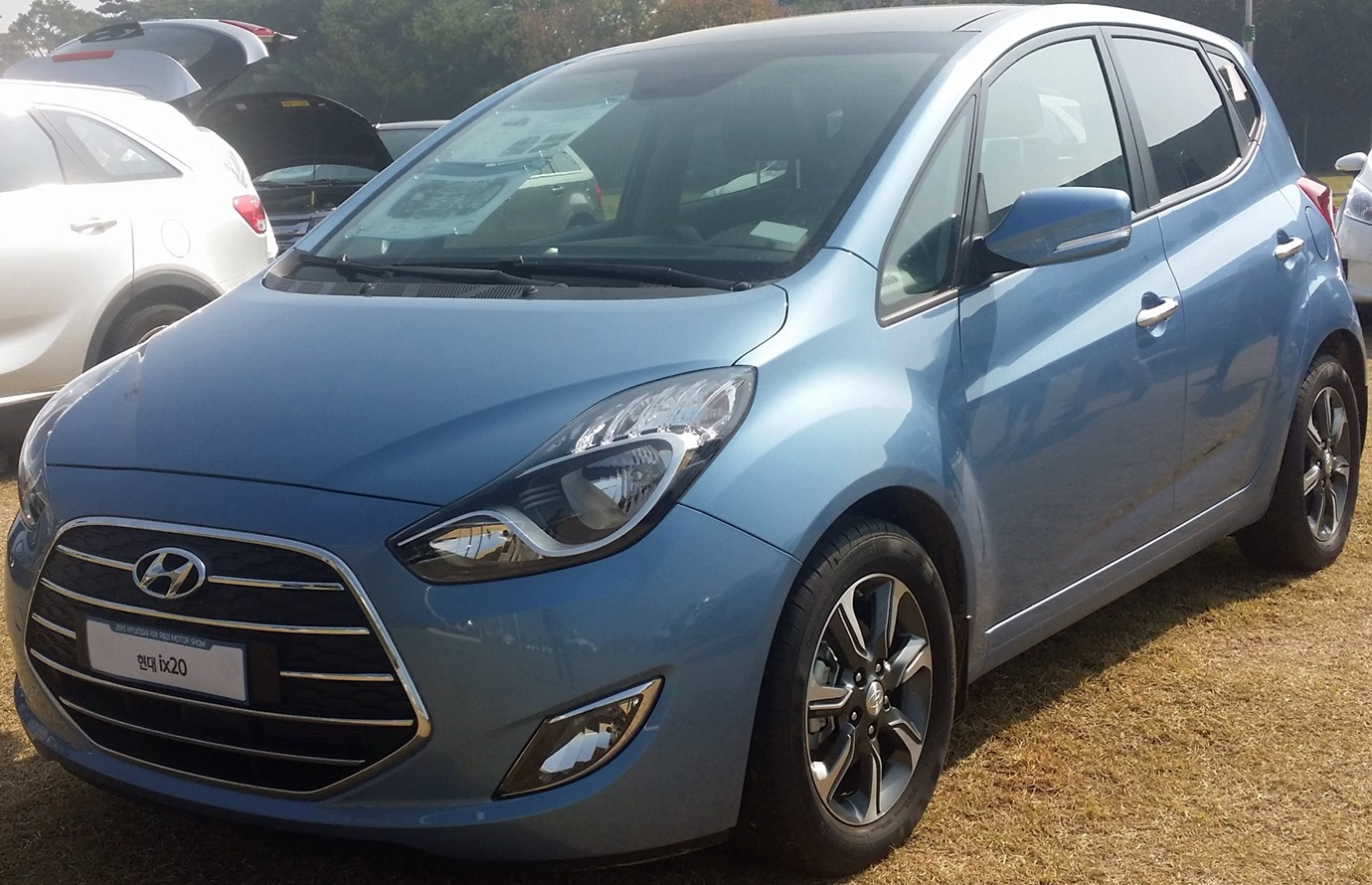
Рестайлинг

В 2015 году автомобиль был подвергнут небольшому рестайлингу. Обновлённая модель была представлена на Женевском автомобиле. ix20 получил новые фары, LED-освещение, систему старт-стоп, 15-дюймовые диски.

## Безопасность
Родственный автомобиль, во многом идентичный ix20, прошел тест Euro NCAP в 2011 году:
| Euro NCAP                                              | Euro NCAP | Euro NCAP | Euro NCAP             |
| ------------------------------------------------------ | --------- | --------- | --------------------- |
| · общий рейтинг                                        |           |           |                       |
| 89%                                                    | 85%       | 64%       | 71%                   |
| взрослый пассажир                                      | ребёнок   | пешеход   | активная безопасность |
| Протестированная модель: Kia Venga 1,4 GLS, LHD (2011) |           |           |                       |

## Ссылки

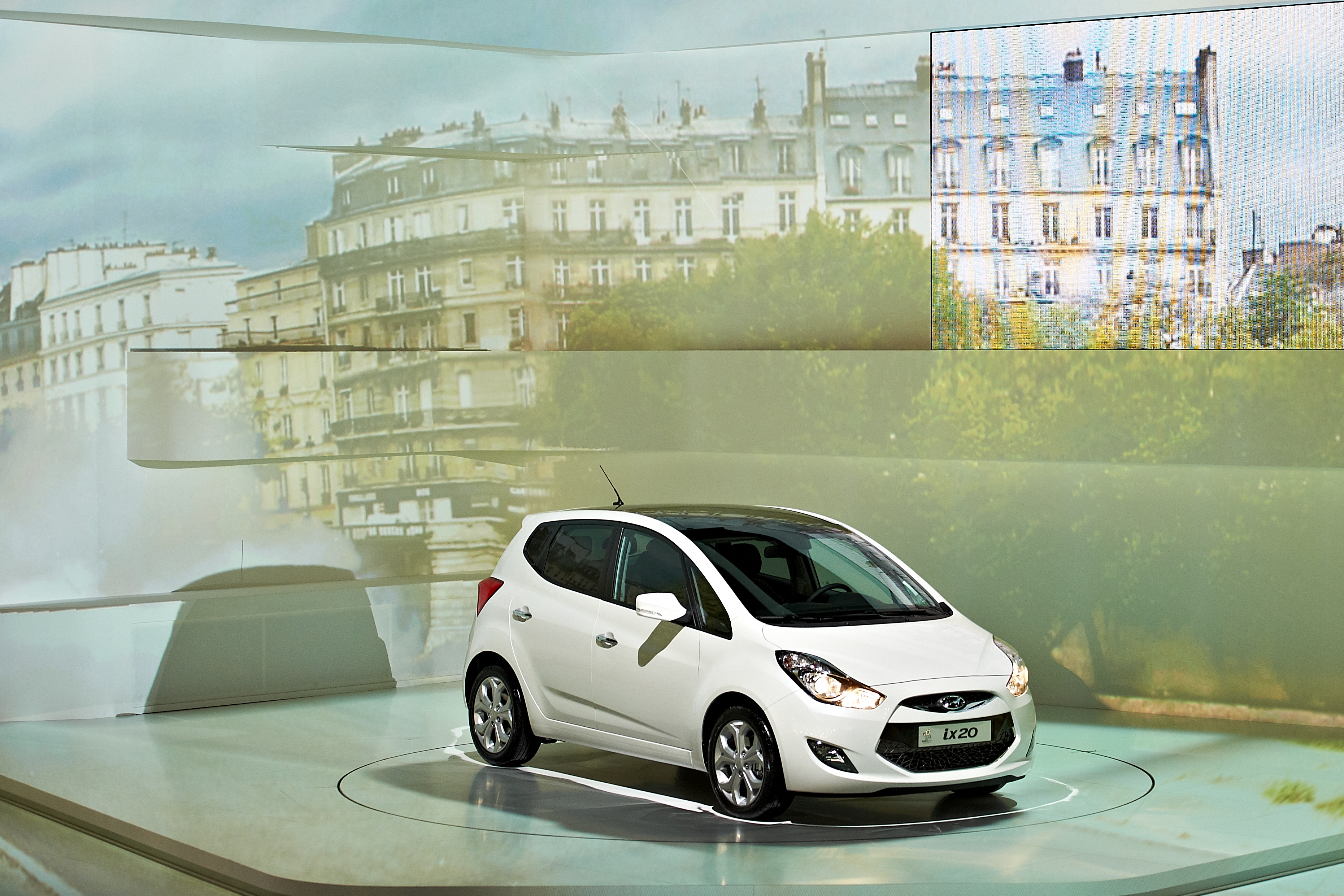
Выступление Hyundai ix20 в Парижском Автосалоне 2010